# Çamlıdere (district)
Çamlıdere is een Turks district in de provincie Ankara en telt 10.475 inwoners (2025). Het district heeft een oppervlakte van 632,6 km². Hoofdplaats is Çamlıdere.
De bevolkingsontwikkeling van het district is weergegeven in onderstaande tabel.
| 1997   | 2000   | 2007  | 2025   |  |
| ------ | ------ | ----- | ------ |  |
| 21.778 | 15.339 | 9.329 | 10.475 |  |